# 杨家台水库
38°55′30″N 114°35′54″E / 38.92509°N 114.598301°E
杨家台水库是位于北京市平谷区镇罗营镇杨家台村的水库，拦截错河的支流石河。
1982年建成。库容23万立方米，控制流域面积10.9平方公里。有主坝，溢洪道及水电站。主坝最大坝高15米，坝顶长135米。电站装机24千瓦。
水库南山为古长城。